# 멍완저우
멍완저우(중국어: 孟晚舟, 병음: Mèng Wǎnzhōu, 1972년 2월 13일 ~ )는 중국의 기업인이다. 아버지 런정페이가 설립한 화웨이의 부회장으로 최고 재무 책임자를 맡고 있다.
2018년 12월 1일, 미국의 요청에 따라 이란에 대한 제재에 위반하여 금융 기관을 조작한 혐의로 캐나다 밴쿠버 국제공항에서 체포되었다. 2021년 9월 24일에 캐나다를 떠나 중국으로 갔다.